# سیارک ۱۱۷۶۹
سیارک ۱۱۷۶۹ (به انگلیسی: 11769 Alfredjoy، نامگذاری:2199T-2) یازده هزار و هفتصد و شصت و نهمین سیارک کشف شده‌است که در ۲۹ سپتامبر ۱۹۷۳ کشف شد.
قدر مطلق سیارک برابر ۱۵٫۵ است.